# 辛格乌尔
辛格乌尔（Singur），是印度西孟加拉邦Hugli县的一个城镇。总人口19539（2001年）。

## 人口
该地2001年总人口19539人，其中男性10018人，女性9521人；0—6岁人口1705人，其中男864人，女841人；识字率75.66%，其中男性为80.52%，女性为70.55%。